# Clive Cussler

Clive Eric Cussler im Gespräch mit Soldaten in Afghanistan (2011)

Clive Eric Cussler (* 15. Juli 1931 in Aurora, Illinois, Vereinigte Staaten; † 24. Februar 2020 in Scottsdale, Arizona) war ein US-amerikanischer Schriftsteller.
Sein bekanntester Held ist Dirk Pitt, den er 1973 kreierte. In den letzten Jahren schrieb er auch einige Bücher gemeinsam mit dem US-amerikanischen Autor Paul Kemprecos um den neuen Helden Kurt Austin in den NUMA Files und mit Craig Dirgo bzw. Jack du Brul die Oregon Files um deren Vorsitzenden Juan Cabrillo.
Sein dritter veröffentlichter Buchtitel Hebt die Titanic! (Raise the Titanic!, Viking Publishing, 1975) war der erste große kommerzielle Erfolg. Die Verfilmung von 1980 war allerdings ein Misserfolg, obwohl Stars wie Jason Robards, Anne Archer und Alec Guinness mitspielten. Im Jahr 2005 wurde sein Roman Operation Sahara als Sahara – Abenteuer in der Wüste mit Matthew McConaughey als Dirk Pitt in der Hauptrolle verfilmt.
Mit den Erlösen seiner Romane finanzierte Clive Cussler die Non-profit-Organisation Numa (Nicht zu verwechseln mit der gleichnamigen Organisation aus seinen Büchern) die darauf abzielt, historisch bedeutende Schiffswracks zu entdecken und zu erforschen, bevor sie zersetzt und zerstört werden.

## Leben
Cussler war der einzige Sohn des nach dem Ersten Weltkrieg aus Deutschland eingewanderten Eric Cussler und dessen Frau Amy, geborene Hunnewell, die 1901 in St. Joseph (Missouri) geboren wurde. Cusslers Eltern trafen sich 1929 in einem Tanzclub und heirateten am 10. Juli 1930, gut ein Jahr vor seiner Geburt.
1937 musste Cussler im Alter von sechs Jahren mehrere Tage lang unter einem Sauerstoffzelt leben und wäre fast an einer Lungenentzündung gestorben. Aus Sorge um den Gesundheitszustand des Sohnes zog der Vater wegen des besseren Klimas nach Alhambra in Kalifornien, wo Clive Cussler bis zum Ende seiner Schulzeit lebte. Nach der Schule schrieb sich Cussler am Pasadena City College ein, meldete sich aber schon nach zwei Jahren zur US Air Force und kämpfte in seiner Funktion als Flugzeug-Mechaniker und Bordingenieur im Koreakrieg. Kurz vor Ende des Krieges traf er Barbara Knight, die er nach dem Ausscheiden aus dem aktiven Dienst im Oktober 1955 in Pasadena heiratete. Sie verstarb im Januar 2003.
Nach der Geburt der Tochter Teri war Cussler zunächst Besitzer einer Tankstelle und danach Anzeigenleiter für den Supermarkt Richard's Lido Market. Damit begann seine Karriere in den gedruckten Medien. Sein Sohn Dirk wurde 1961 geboren und danach noch seine Tochter Dayna.
Seit 1998 wohnte Clive Cussler im Winter im Paradise Valley (Arizona) und in Telluride (Colorado) für den Rest des Jahres.
Im Jahre 1979 gründete Clive Cussler National Underwater and Marine Agency (NUMA), eine gemeinnützige Gesellschaft, der er den gleichen Namen wie der fiktiven Organisation seiner Romane gab. Ziel von NUMA ist es, das maritime Erbe durch die Entdeckung, archäologische Erforschung und Konservierung von Schiffswracks zu erhalten. Mehr als 60 Wracks wurden bereits katalogisiert, darunter die H. L. Hunley, die während des Amerikanischen Bürgerkriegs als erstes Unterseeboot ein feindliches Schiff im Kampf versenkte. Er beteiligte sich auch unter anderen an der Suche nach Northwest-Airlines-Flug 2501 und nach L’Oiseau Blanc.
Cussler hat über 30 aufeinander folgende New-York-Times-Bestseller geschrieben. Bis heute wurden angeblich mehr als 125 Millionen Exemplare seiner Bücher verkauft, die in 40 Sprachen übersetzt wurden und in mehr als 100 Ländern zum Kauf angeboten werden. Von der State University New York wurde er für sein Sachbuch The Sea Hunters mit dem Doktortitel Doctor of Letters ausgezeichnet.
Widersprüchlich sind die Angaben, die einigen Büchern vorangestellt wurden. In Night Probe (1981) wird über den Autor gesagt:
„Clive Cussler führt das gleiche abenteuerliche Leben wie sein Romanheld Dirk Pitt. Neben seiner schriftstellerischen Betätigung ist Cussler durch den Südwesten der Vereinigten Staaten getrampt, hat Goldminen gesucht, ist in die einsamen Seen der Rocky Mountains als Froschmann nach vermißten Flugzeugen getaucht und führt jetzt Forschungsexpeditionen in die Meerestiefen, um berühmte versunkene Schiffe Amerikas zu bergen.“
In Atlantis Found (1999) ist hingegen zu lesen: „Nach dem Studium arbeitete er längere Zeit als Flugzeugingenieur. Danach war er als Art Director für zwei der größten Werbeagenturen der USA verantwortlich. (…) Clive Cussler lebte abwechselnd in Colorado und Florida.“

## Werk
Für seinen ersten Buchentwurf, Pacific Vortex, konnte Cussler keinen Verleger gewinnen. Sein zweiter Roman, The Mediterranean Caper, und der dritte, Iceberg, wurden veröffentlicht, fanden aber zuerst nur geringes Interesse. Mit seinem vierten Roman Raise the Titanic! gelang Cussler der Durchbruch. In Raise the Titanic! führte er das Schema der nachfolgenden Dirk-Pitt-Bücher ein, die sich im Grundaufbau sehr ähneln: eine Mischung aus Abenteuer- und Technologiethriller, das Ganze abgerundet mit Schurken, von denen keiner das Ende des Buches überlebt, verschwundene und verlorene Schiffe und berühmte Schätze unter Wasser und auf dem Land. In der Einleitung wird die Handlung an eine geschichtlich angelehnte Begebenheit gebunden, die im späteren Verlauf des jeweiligen Buches eine wesentliche Rolle spielt.
Die Handlungen der Bücher sind immer in sich abgeschlossen und erfordern keine Kenntnis der anderen Romane; bestimmte politische Resultate bzw. Änderungen sind in späteren Bänden wieder relativiert. Die gegenseitigen Verweise unter den Büchern sind minimal und beschränken sich auf Erwähnungen der bestandenen Abenteuer. In fast jedem Roman spielt ein erdachtes oder auf Tatsachen beruhendes historisches Ereignis eine Rolle, meistens handelt es sich dabei um die Geschichte eines gesunkenen oder verschollenen Schiffes. Ab dem Roman Dragon (Die Ajima-Verschwörung) kommt in vielen Romanen der Dirk-Pitt-Reihe sowie in dem Roman Spartan Gold ein Cameo-Auftritt des Autors vor.

### Dirk Pitt
Die Hauptfigur dieser Romane ist Dirk Eric Pitt, ein renommierter Abenteurer und versierter Pilot, der zusammen mit seinem Sidekick Al Giordino im Auftrag der – ursprünglich fiktiven – National Underwater and Marine Agency (NUMA) tätig ist. Hierbei handelt es sich um eine von Admiral James Sandecker zusammen mit dessen Stellvertreter Rudi Gunn geleitete ozeanographische Forschungsorganisation.
Pitt ist der Sohn des US-Senators George Pitt aus Kalifornien. Er ist Absolvent der United States Air Force Academy und erreicht den Rang eines Majors. Im Verlauf der Romanreihe wird er zum Lieutenant Colonel befördert und mit verschiedenen Medaillen ausgezeichnet. Im Zuge seiner Arbeit als Marine-Ingenieur der NUMA leitet Pitt zahlreiche Schiffsbergungen und legt diversen Schurken das Handwerk. Nach Sandeckers Ernennung zum Vizepräsidenten der Vereinigten Staaten übernimmt Dirk Pitt die Leitung der NUMA. Ermuntert von seiner Frau, widmet er sich nun Projekten außerhalb des NUMA-Gebäudes und geht wieder auf Reisen.
Unterstützt wird Pitt und sein Team von Hiram Yeager, einem von Anfang an für NUMA arbeitenden Computergenie, und dem Marinehistoriker St. Julien Perlmutter, einem Sammler sämtlicher Schiffsliteratur aus allen Jahrhunderten. Eine weitere Nebenfigur ist die Kongressabgeordnete Loren Smith (Laura Smith in deutscher Übersetzung), mit der er eine langfristige Beziehung unterhielt und sie schließlich heiratet. In den späteren Romanen werden mit den Zwillingen Dirk Pitt Jr. und Summer Pitt die Kinder von Dirk Pitt, von deren Existenz er bis zu diesem Zeitpunkt nichts wusste, eingeführt.
Wenn Dirk Pitt nicht gerade auf Reisen ist, verbringt er die meiste Zeit in seinem extravaganten und einzigartigen Haus, einem umgebauten und renovierten Hangar auf dem Gelände des Ronald Reagan National Airport nahe Washington, D.C. Eine gusseiserne Treppe führt in eine Wohnung voll mit Seekarten und Schiffsmodellen. Der Hangar beherbergt seine Oldtimersammlung sowie eine Messerschmitt Me 262, eine Ford TriMotor, einen Pullmanwagen, einen Totempfahl, eine gusseiserne Badewanne mit Außenbordmotor und andere Mitbringsel von seinen Abenteuern im Laufe der Jahre.
Die Figur Dirk Pitt ist ein eingetragenes Markenzeichen des US-amerikanischen Schriftstellers Clive Cussler.
Die Romane sind im Stil der schnellen Action geschrieben und folgen einer einfachen und vorhersehbaren Handlung. Ereignisse und Technologien sind meist sehr detailliert beschrieben.
In den späteren Dirk-Pitt-Romanen erscheint eine seltsame exzentrische Figur, die teilweise sich selbst als „Cussler Clive“ identifiziert oder manchmal angedeutet wird („CC“ oder so ähnlich). Ursprünglich nur für Cameo-Auftritt vorgesehen, entwickelt sich die Cussler-Nebenfigur später zum Deus ex machina.

### Schurken in den Büchern
Cusslers Schurken weisen gewisse Ähnlichkeiten auf. Es sind oft introvertierte und machtbesessene Menschen, die eigentlich alles haben, aber dennoch nicht glücklich sind und daher noch größere Ziele erreichen oder ihren Reichtum ins Unermessliche vergrößern wollen. Sie leben einsam und zurückgezogen in ihren Festungen und regieren von sicheren Basen und Verstecken aus, dennoch spielen sie politisch wie auch finanziell eine große Rolle im globalen Zusammenleben.
Cussler orientiert sich häufig an mafiaähnlichen Strukturen. Im Buch Der Todesflieger dirigiert und plant der Reeder Bruno von Till auf einer abgelegenen griechischen Insel seine Geschicke. Sein Hauptgeschäft ist der Drogenschmuggel. Ein anderes zentrales Mafiathema findet sich im Roman Inka-Gold. Dort spezialisiert sich der Schurke Joseph Zolar auf die Ausbeutung von archäologischen Artefakten und möchte ein weltumspannendes archäologisches Hehlereikartell aufbauen. Im Roman Höllenflut geht es um Menschenhandel, Prostitution und Zwangsarbeit. Der chinesische Großreeder Qin Shang hat sich zum Ziel gesetzt, die Vereinigten Staaten mit illegalen chinesischen Einwanderern zu überfluten. Schließlich steht im Buch Im Zeichen der Wikinger die rücksichtslose Zerberus-Korporation mit dem Magnaten Curtis Merlin Zale im Mittelpunkt.
Auch politische Motive beeinflussen die Schurken von Cussler. Die Figuren sind oft Soziopathen, die ihre Ideale oder ihr ideologisches Denken den anderen Menschen auf der Erde aufzwingen wollen. Oskar Rondheim, ein mächtiger und einflussreicher Industriemagnat, hat sich zum Ziel gesetzt, die politische Führung von ganz Mittel- und Südamerika zu übernehmen. Ähnlich gelagert ist der Fall im Buch Das Alexandria-Komplott. Es geht um ein politisches Attentat und einen Revoluzzer in Mexiko. Ziel ist es, einen Aufstand in Mittelamerika zu entfachen, so dass die Menschen als Flüchtlinge in die USA einwandern. Die Gebrüder Robert und Paul Capesterre wollen eine Neuordnung. Sie bedienen sich der Rolle als fanatische und absolute Herrscher und entfachen Wut und blinden Gehorsam mit ihren hetzerischen Reden in der Bevölkerung.
Im Buch Tiefsee plant eine betagte koreanische Reederwitwe das Verschwinden des mächtigsten Mannes der Welt. Der Präsident der Vereinigten Staaten soll entführt werden. In Cyclop wiederum planen fanatische Sowjets einen Machtwechsel in Kuba, verbunden mit der Ermordung Fidel Castros und der Zerstörung von Havanna. In Geheimcode Makaze versucht der koreanische Industrie-Mogul Kang, einen tödlichen Virenanschlag auf die USA zu verüben, um die Wiedervereinigung beider Korea zugunsten Nordkoreas zu ermöglichen. Im Roman Die Ajima-Verschwörung versuchen die Schurken, die USA in die Knie zu zwingen und Japan zur führenden Großmacht zu erheben. Als Ausgangspunkt der weltweiten Verschwörung dient die pazifische Insel Ajima. Ein Tycoon im Buch Flammendes Eis, der ein Nachfahre der Zarenfamilie ist, versucht im instabilen Russland, seine Macht zurückzugewinnen.
Ganze Familien nehmen die Rollen als Schurken ein. In Schockwelle ist es die Familie Dorsett, die schwerreich und im Diamantenhandel tätig ist. In der Akte Atlantis ist es die Familie Wolf, die eine neue Weltordnung zu schaffen versucht und behauptet, sie seien die Nachfahren von Adolf Hitler. Im Buch Killeralgen macht die Familie Fauchard Kurt und Joe das Leben zur Hölle.
Es gibt auch noch Schurken, die sich nicht in die obigen Kategorien einordnen lassen. Im Buch Killeralgen sucht die Familie Fauchard besessen nach einem Enzym, das das ewige Leben ermöglichen soll. Im Buch Tödliche Beute geht es um einen Eskimostamm und dessen Anführer und Genforscher Toonook, der mittels Genmutationen an Lachsen den weltweiten Fischbestand reduzieren möchte.

## Adaptionen
Die Rechte an den Büchern von Clive Cussler wurden von Philip Anschutz für Crusader Entertainment erworben, das eng mit der Paramount-Filmgesellschaft zusammenarbeitet.
Hebt die Titanic
1980 wurde der Bestseller Hebt die Titanic verfilmt. Der Film vermochte nicht die Spannung und Action zu halten, die das Buch versprach, und floppte an den Kinokassen. Die Gründe dafür sind sicher zum einen das schwache Skript und die nicht sonderlich gelungenen Spezialeffekte. Zum anderen war die Besetzung der Schlüsselrollen alles andere als passend. Richard Jordan, der die Hauptfigur Dirk Pitt verkörperte, entsprach nicht dem Bild, das sich die Buchleser von ihrem Helden gemacht hatten. Auch die Mitwirkung von Alec Guinness in einer Nebenrolle konnte den Film nicht retten. Cussler meinte zu dem Film: „Der ist von Anfang bis Ende schlecht!“
Sahara
Im Mai 2005 kam der Film Sahara – Abenteuer in der Wüste nach dem gleichnamigen Roman Cusslers in die Kinos. Dirk Pitt wurde dieses Mal von Matthew McConaughey – bekannt aus Filmen wie Contact oder U-571 – und Eva Rojas von Penélope Cruz gespielt. Unterstützt wurden sie durch Al Giordino, den besten Freund von Dirk Pitt, gespielt von Steve Zahn. Der patriarchische Chef der NUMA Admiral James Sandecker wurde von William H. Macy verkörpert. Auch Cusslers Tochter Dayna bekam eine Rolle in dem Film. Ihre Figur der Kitty Mannock wurde jedoch aus der Endfassung wieder herausgeschnitten.
Clive Cussler arbeitete an diesem Kinoprojekt sehr engagiert mit. Sein Ziel war es, dass der Film dieses Mal möglichst buchgetreu wiedergegeben wird. Cussler ließ sich nach den schlechten Erfahrungen mit dem ersten Film deshalb Einflussnahme auf das Skript und die Besetzung des Films in seinem Vertrag festschreiben. Aus diesem Grund musste der Film auch mehrmals, teils nach gerichtlichen Auseinandersetzungen, nachbearbeitet und die Veröffentlichung vom Jahr 2004 auf das Jahr 2005 verschoben werden.

## Auszeichnungen
- 2006 International Thriller Award – Thriller Master in Anerkennung seiner besonderen Verdienste um das Genre Thriller

## Bibliografie
Clive Cussler verstarb im Jahr 2020. Er hatte schon lange vor seinem Tod mit verschiedenen Co-Autoren zusammengearbeitet, wobei er für jede Buchreihe in der Regel einen festen Co-Autor hatte. Diese setzen die Reihen fort.
Die Serien sind nach dem Erscheinungsjahr des ersten Teils geordnet.
Dirk Pitt
- 1 Pacific Vortex! (1982)
  - Deutsch: Im Todesnebel. Übersetzt von Hans Ewald Dede. Hestia, Bayreuth 1984, ISBN 3-7770-0279-8.
- 2 The Mediterranean Caper (1973)
  - Deutsch: Der Todesflieger. Übersetzt von Tilman Göhler. Goldmann (Ein Goldmann-Taschenbuch #3657), München 1978, ISBN 3-442-03657-7.
- 3 Iceberg (1975)
  - Deutsch: Eisberg. Übersetzt von Tilman Burkhard. Goldmann #3513, München 1983, ISBN 3-442-03513-9.
- 4 Raise the Titanic! (1976)
  - Deutsch: Hebt die Titanic! Übersetzt von Werner Gronwald. Blanvalet, München 1976, ISBN 3-7645-5607-2.
- 5 Vixen 03 (1976)
  - Deutsch: Cargo 03. Übersetzt von Rolf Jurkeit. Blanvalet, München 1979, ISBN 3-7645-2751-X. Auch als: Der Todesflug der Cargo 03. Übersetzt von Rolf Jurkeit. Goldmann #66432, München 1989, ISBN 3-442-66432-2.
- 6 Night Probe! (1981)
  - Deutsch: Um Haaresbreite. Übersetzt von Helmut Kossodo. Hestia, Bayreuth 1982, ISBN 3-7770-0238-0.
- 7 Deep Six (1984)
  - Deutsch: Tiefsee. Übersetzt von Willy Thaler. Goldmann, München 1985, ISBN 3-442-30043-6.
- 8 Cyclops (1985)
  - Deutsch: Cyclop. Übersetzt von W. M. Riegel und Michael Görden. Blanvalet, München 1988, DNB 880395281.
- 9 Treasure (1988)
  - Deutsch: Das Alexandria-Komplott. Übersetzt von Dörte Middelhauve und Frieder Middelhauve. Blanvalet, München 1989, DNB 891613439.
- 10 Dragon (1990)
  - Deutsch: Die Ajima-Verschwörung. Übersetzt von Dörte Middelhauve und Frieder Middelhauve. Blanvalet, München 1991, ISBN 3-7645-2416-2.
- 11 Sahara (1992)
  - Deutsch: Operation Sahara. Übersetzt von Dörte Middelhauve und Frieder Middelhauve. Blanvalet, München 1993, ISBN 3-7645-2493-6. Auch als: Sahara. Übersetzt von Dörte Middelhauve und Frieder Middelhauve. Goldmann #46155, München 2005, ISBN 3-442-46155-3.
- 12 Inca Gold (1991)
  - Deutsch: Inka-Gold. Übersetzt von Oswald Olms. Blanvalet, München 1995, ISBN 3-7645-0666-0.
- 13 Shock Wave (1995)
  - Deutsch: Schockwelle. Übersetzt von Oswald Olms. Blanvalet, München 1997, ISBN 3-7645-0032-8.
- 14 Flood Tide (1997)
  - Deutsch: Höllenflut. Übersetzt von Oswald Olms. Blanvalet, München 1998, ISBN 3-7645-0062-X.
- 15 Atlantis Found (1999)
  - Deutsch: Akte Atlantis. Übersetzt von Oswald Olms. Blanvalet, München 2001, ISBN 3-7645-0106-5.
- 16 Valhalla Rising (2001)
  - Deutsch: Im Zeichen der Wikinger. Übersetzt von Oswald Olms. Blanvalet, München 2002, ISBN 3-7645-0146-4.
- 17 Trojan Odyssey (2003)
  - Deutsch: Die Troja-Mission. Übersetzt von Oswald Olms. Blanvalet, München 2004, ISBN 3-7645-0189-8.
- 18 Black Wind (2004; mit Dirk Cussler)
  - Deutsch: Geheimcode Makaze. Übersetzt von Oswald Olms. Blanvalet, München 2006, ISBN 3-7645-0219-3.
- 19 The Treasure of Khan (2006; mit Dirk Cussler)
  - Deutsch: Der Fluch des Khan. Übersetzt von Oswald Olms. Blanvalet, München 2007, ISBN 978-3-7645-0275-1.
- 20 Arctic Drift (2008; mit Dirk Cussler)
  - Deutsch: Polarsturm. Übersetzt von Oswald Olms. Blanvalet, München 2009, ISBN 978-3-7645-0347-5.
- 21 Crescent Dawn (2010; mit Dirk Cussler)
  - Deutsch: Wüstenfeuer. Übersetzt von Michael Kubiak. Blanvalet, München 2011, ISBN 978-3-7645-0396-3.
- 22 Poseidon’s Arrow (2012; mit Dirk Cussler)
  - Deutsch: Unterdruck. Übersetzt von Michael Kubiak. Random House, München 2013, ISBN 978-3-641-10961-5 (E-Book).
- 23 Havana Storm (2014; mit Dirk Cussler)
  - Deutsch: Die Kuba-Verschwörung. Übersetzt von Michael Kubiak. Blanvalet, München 2017, ISBN 978-3-7341-0474-9.
- 24 Odessa Sea (2016; mit Dirk Cussler)
  - Deutsch: Geheimakte Odessa. Übersetzt von Michael Kubiak. Blanvalet, München 2017, ISBN 978-3-7645-0615-5.
- 25 Celtic Empire (2019; mit Dirk Cussler)
  - Deutsch: Die zehnte Plage. Übersetzt von Michael Kubiak. Blanvalet, München 2020, ISBN 978-3-7645-0703-9.
- 26 The Devil's Sea (2021; mit Dirk Cussler)
  - Deutsch: Mission Dragonfly. Übersetzt von Michael Kubiak. Blanvalet, München 2023, ISBN 978-3-7341-1303-1.
- 27 The Corsican Shadow (2023; mit Dirk Cussler)
  - Deutsch: Der Schatten des Korsen. Übersetzt von Wolfgang Thon. Blanvalet, München 2024, ISBN 978-3-7341-1438-0.

Sachbuch:
- Dirk Pitt Revealed (1998; mit Craig Dirgo), Begleitbuch zur Dirk-Pitt-Reihe mit Hintergrundinformationen über Clive Cussler und seine Romanfigur Dirk Pitt.

Sammelausgabe:
- Im Auftrag der NUMA : 2 Romane in einem Bd. Übersetzt von Tilman Burkhard und Tilman Göhler. Goldmann #10080, München 1987, ISBN 3-442-10080-1 (Sammelausgabe von 2 und 3).

NUMA Files / Kurt Austin
- 1 Serpent (1999; mit Paul Kemprecos)
  - Deutsch: Das Todeswrack. Übersetzt von Thomas Haufschild. Goldmann #35274, München 2000, ISBN 3-442-35274-6.
- 2 Blue Gold (2000; mit Paul Kemprecos)
  - Deutsch: Brennendes Wasser. Übersetzt von Thomas Haufschild. Goldmann #35683, München 2002, ISBN 3-442-35683-0.
- 3 Fire Ice (2002; mit Paul Kemprecos)
  - Deutsch: Flammendes Eis. Übersetzt von Thomas Haufschild. Goldmann #35825, München 2003, ISBN 3-442-35825-6.
- 4 White Death (2003; mit Paul Kemprecos)
  - Deutsch: Tödliche Beute. Übersetzt von Thomas Haufschild. Blanvalet, München 2004, ISBN 3-442-36068-4.
- 5 Lost City (2004; mit Paul Kemprecos)
  - Deutsch: Killeralgen. Übersetzt von Michael Kubiak. Blanvalet, München 2005, ISBN 3-442-36362-4.
- 6 Polar Shift (2005; mit Paul Kemprecos)
  - Deutsch: Packeis. Übersetzt von Michael Kubiak. Blanvalet, München 2006, ISBN 3-442-36617-8.
- 7 The Navigator (2007; mit Paul Kemprecos)
  - Deutsch: Höllenschlund. Übersetzt von Bernhard Kempen. Blanvalet, München 2008, ISBN 978-3-442-36922-5.
- 8 Medusa (2009; mit Paul Kemprecos)
  - Deutsch: Eiskalte Brandung. Übersetzt von Michael Kubiak. Blanvalet, München 2010, ISBN 978-3-442-37577-6.
- 9 Devil’s Gate (2011; mit Graham Brown)
  - Deutsch: Teufelstor. Übersetzt von Michael Kubiak. Blanvalet, München 2013, ISBN 978-3-442-38048-0.
- 10 The Storm (2012; mit Graham Brown)
  - Deutsch: Höllensturm . Übersetzt von Michael Kubiak. Blanvalet, München 2014, ISBN 978-3-442-38297-2.
- 11 Zero Hour (2013; mit Graham Brown)
  - Deutsch: Codename Tartarus. Übersetzt von Michael Kubiak. Blanvalet, München 2015, ISBN 978-3-7341-0143-4.
- 12 Ghost Ship (2014; mit Graham Brown)
  - Deutsch: Todeshandel. Übersetzt von Michael Kubiak. Blanvalet, München 2015, ISBN 978-3-641-16926-8 (E-Book).
- 13 The Pharaoh’s Secret (2015; mit Graham Brown)
  - Deutsch: Das Osiris-Komplott. Übersetzt von Michael Kubiak. Weltbild, Augsburg 2016, ISBN 978-3-95973-252-9.
- 14 Nighthawk (2017; mit Graham Brown)
  - Deutsch: Projekt Nighthawk. Übersetzt von Michael Kubiak. Weltbild, Augsburg 2018, ISBN 978-3-95973-807-1.
- 15 The Rising Sea (2018; mit Graham Brown)
  - Deutsch: Die zweite Sintflut. Übersetzt von Michael Kubiak. Blanvalet, München 2020, ISBN 978-3-7341-0782-5.
- 16 Sea of Greed (2018; mit Graham Brown)
  - Deutsch: Das Jericho-Programm. Übersetzt von Michael Kubiak. Blanvalet, München 2021, ISBN 978-3-7341-0828-0.
- 17 Journey of the Pharaohs (2020; mit Graham Brown)
  - Deutsch: Geheimfracht Pharao. Übersetzt von Michael Kubiak. Blanvalet, München 2020, ISBN 978-3-7341-1055-9.
- 18 Fast Ice (2021; mit Graham Brown)
  - Deutsch: Die Antarktis-Verschwörung. Übersetzt von Michael Kubiak. Blanvalet, München 2023, ISBN 978-3-7341-1201-0.
- 19 Dark Vector (2021; mit Graham Brown)
  - Deutsch: Gefährliche Allianz. Übersetzt von Michael Kubiak. Blanvalet, München 2024, ISBN 978-3-7341-1268-3.
- 20 Condor’s Fury (2023; mit Graham Brown)
  - Deutsch: Operation Kondor. Übersetzt von Wolfgang Thon. Blanvalet, München 2024, ISBN 978-3-7341-1336-9.

Oregon Files / Juan Cabrillo
- 1 Golden Buddha (2003; mit Craig Dirgo)
  - Deutsch: Der goldene Buddha. Übersetzt von Thomas Haufschild. Blanvalet, München 2005, ISBN 3-442-36160-5.
- 2 Sacred Stone (2004; mit Craig Dirgo)
  - Deutsch: Todesschrein. Übersetzt von Michael Kubiak. Blanvalet, München 2006, ISBN 3-442-36446-9.
- 3 Dark Watch (2005; mit Jack Du Brul)
  - Deutsch: Todesfracht. Übersetzt von Michael Kubiak. Blanvalet, München 2008, ISBN 978-3-442-36857-0.
- 4 Skeleton Coast (2006; mit Jack Du Brul)
  - Deutsch: Schlangenjagd. Übersetzt von Michael Kubiak. Weltbild, Augsburg 2008, ISBN 978-3-8289-9250-4.
- 5 Plague Ship (2008; mit Jack Du Brul)
  - Deutsch: Seuchenschiff. Übersetzt von Michael Kubiak. Blanvalet, München 2010, ISBN 978-3-442-37243-0.
- 6 Corsair (2009; mit Jack Du Brul)
  - Deutsch: Kaperfahrt. Übersetzt von Michael Kubiak. Blanvalet, München 2011, ISBN 978-3-442-37590-5.
- 7 The Silent Sea (2010; mit Jack Du Brul)
  - Deutsch: Teuflischer Sog. Übersetzt von Michael Kubiak. Blanvalet, München 2011, ISBN 978-3-442-37751-0.
- 8 The Jungle (2011; mit Jack Du Brul)
  - Deutsch: Killerwelle. Übersetzt von Michael Kubiak. Blanvalet, München 2012, ISBN 978-3-442-37818-0.
- 9 Mirage (2012; mit Jack Du Brul)
  - Deutsch: Tarnfahrt. Übersetzt von Michael Kubiak. Blanvalet, München 2014, ISBN 978-3-442-38223-1.
- 10 Piranha (2015; mit Boyd Morrison)
  - Deutsch: Piranha. Übersetzt von Michael Kubiak. Blanvalet, München 2016, ISBN 978-3-7341-0309-4.
- 11 The Emperors Revenge (2016; mit Boyd Morrison)
  - Deutsch: Schattenfracht. Übersetzt von Michael Kubiak. Blanvalet, München 2017, ISBN 978-3-7341-0517-3.
- 12 Typhoon Fury (2017; mit Boyd Morrison)
  - Deutsch: Im Auge des Taifuns. Übersetzt von Michael Kubiak. Blanvalet, München 2018, ISBN 978-3-7341-0642-2.
- 13 Shadow Tyrants (2018; mit Boyd Morrison)
  - Deutsch: Der Colossus-Code. Übersetzt von Michael Kubiak. Blanvalet, München 2018, ISBN 978-3-7341-0781-8.
- 14 Final Option (2019; mit Boyd Morrison)
  - Deutsch: Das Portland-Projekt. Übersetzt von Michael Kubiak. Blanvalet, München 2020, ISBN 978-3-7341-0831-0.
- 15 Marauder (2020; mit Boyd Morrison)
  - Deutsch: Operation Seewespe. Übersetzt von Michael Kubiak. Blanvalet, München 2022, ISBN 978-3-7341-1058-0.
- 16 Hellburner (2022; mit Mike Maden)
  - Deutsch: Feuermeer. Übersetzt von Michael Kubiak. Blanvalet, München 2023, ISBN 978-3-7341-1255-3.
- 17 Fire Strike (2023; mit Mike Maden)
  - Deutsch: Brennender Sand. Übersetzt von Wolfgang Thon. Blanvalet, München 2023, ISBN 978-3-7341-1314-7.

Isaac Bell
- 1 The Chase (2007)
  - Deutsch: Höllenjagd. Übersetzt von Bernhard Kempen. Blanvalet, München 2009, ISBN 978-3-442-37057-3.
- 2 The Wrecker (2009; mit Justin Scott)
  - Deutsch: Sabotage. Übersetzt von Michael Kubiak. Blanvalet, München 2012, ISBN 978-3-442-37684-1.
- 3 The Spy (2010; mit Justin Scott)
  - Deutsch: Blutnetz. Übersetzt von Michael Kubiak. Blanvalet, München 2012, ISBN 978-3-442-37964-4.
- 4 The Race (2011; mit Justin Scott)
  - Deutsch: Todesrennen. Übersetzt von Michael Kubiak. Blanvalet, München 2013, ISBN 978-3-442-38167-8.
- 5 The Thief (2012; mit Justin Scott)
  - Deutsch: Meeresdonner. Übersetzt von Michael Kubiak. Blanvalet, München 2014, ISBN 978-3-442-38364-1.
- 6 The Striker (2013; mit Justin Scott)
  - Deutsch: Die Gnadenlosen. Übersetzt von Michael Kubiak. Blanvalet, München 2015, ISBN 978-3-7341-0144-1.
- 7 The Bootlegger (2014; mit Justin Scott)
  - Deutsch: Unbestechlich. Übersetzt von Michael Kubiak. Blanvalet, München 2016, ISBN 978-3-7341-0320-9.
- 8 The Assassin (2015; mit Justin Scott)
  - Deutsch: Der Attentäter. Übersetzt von Michael Kubiak. Blanvalet, München 2017, ISBN 978-3-7341-0362-9.
- 9 The Gangster (2016; mit Justin Scott)
  - Deutsch: Teufelsjagd. Übersetzt von Michael Kubiak. Blanvalet, München 2018, ISBN 978-3-7341-0516-6.
- 10 The Cutthroat (2017; mit Justin Scott)
  - Deutsch: Die Rückkehr der Bestie. Übersetzt von Michael Kubiak. Blanvalet, München 2019, ISBN 978-3-7341-0640-8.
- 11 The Titanic Secret (2018; mit Jack Du Brul)
  - Deutsch: Die Titanic-Verschwörung. Übersetzt von Michael Kubiak. Blanvalet, München 2020, ISBN 978-3-7341-0830-3.
- 12 The Saboteurs (2020; mit Jack Du Brul)
  - Deutsch: Das Panama-Attentat. Übersetzt von Wolfgang Thon. Blanvalet, München 2022, ISBN 978-3-7341-1056-6.
- 13 The Sea Wolves (2022; mit Jack Du Brul)
  - Deutsch: Seewölfe. Übersetzt von Wolfgang Thon. Blanvalet, München 2023, ISBN 978-3-7341-1293-5.
- 14 The Heist (2024; mit Jack Du Brul)
  - Deutsch: Die Fälscher. Übersetzt von Wolfgang Thon. Blanvalet, München 2024, ISBN 978-3-7341-1380-2.

Sam and Remi Fargo
- 1 Spartan Gold (2009; mit Grant Blackwood)
  - Deutsch: Das Gold von Sparta. Übersetzt von Michael Kubiak. Blanvalet, München 2011, ISBN 978-3-442-37683-4.
- 2 Lost Empire (2010; mit Grant Blackwood)
  - Deutsch: Das Erbe der Azteken. Übersetzt von Michael Kubiak. Blanvalet, München 2012, ISBN 978-3-442-37949-1.
- 3 The Kingdom (2011; mit Grant Blackwood)
  - Deutsch: Das Geheimnis von Shangri La. Übersetzt von Michael Kubiak. Blanvalet, München 2012, ISBN 978-3-442-38069-5.
- 4 The Tombs (2012; mit Thomas Perry)
  - Deutsch: Das fünfte Grab des Königs. Übersetzt von Michael Kubiak. Blanvalet, München 2013, ISBN 978-3-442-38224-8.
- 5 The Mayan Secrets (2013; mit Thomas Perry)
  - Deutsch: Das Vermächtnis der Maya. Übersetzt von Michael Kubiak. Blanvalet, München 2015, ISBN 978-3-641-14550-7 (E-Book).
- 6 The Eye of Heaven (2014; mit Russell Blake)
  - Deutsch: Der Schwur der Wikinger. Übersetzt von Michael Kubiak. Blanvalet, München 2016, ISBN 978-3-7341-0236-3.
- 7 The Solomon Curse (2015; mit Russell Blake)
  - Deutsch: Die verlorene Stadt. Übersetzt von Michael Kubiak. Blanvalet, München 2017, ISBN 978-3-7341-0363-6.
- 8 Pirate (2016; mit Robin Burcell)
  - Deutsch: Der Schatz des Piraten. Übersetzt von Wulf Bergner. Blanvalet, München 2018, ISBN 978-3-7341-0510-4.
- 9 The Romanov Ransom (2017; mit Robin Burcell)
  - Deutsch: Jäger des gestohlenen Goldes. Übersetzt von Michael Kubiak. Blanvalet, München 2019, ISBN 978-3-7341-0639-2.
- 10 The Gray Ghost (2018; mit Robin Burcell)
  - Deutsch: Das graue Phantom. Übersetzt von Michael Kubiak. Blanvalet, München 2019, ISBN 978-3-7341-0780-1.
- 11 The Oracle (2019; mit Robin Burcell)
  - Deutsch: Das Orakel des Königs. Übersetzt von Michael Kubiak. Blanvalet, München 2021, ISBN 978-3-7341-0829-7.
- 12 Wrath of Poseidon (2020; mit Robin Burcell)
  - Deutsch: Der Zorn des Poseidon. Übersetzt von Michael Kubiak. Blanvalet, München 2021, ISBN 978-3-7341-1057-3.

Kinderbuch
- The Adventures of Vin Fiz (2006)
- The Adventures of Hotsy Totsy (2010)

Sammlungen
- Clive Cussler Collection 8 Books Set (2017)

Anthologien
- Thriller 2: Stories You Just Can’t Put Down (2009; mit Kathleen Antrim)

Sachliteratur
- The Sea Hunters (1996; mit Craig Dirgo)
  - Deutsch: Jagd am Meeresgrund : Abenteuerliche Tauchgänge zu berühmten Schiffswracks. Übersetzt von Helga Weigelt. Orbis-Verlag, München 1998, ISBN 3-572-00984-7.
- The Sea Hunters II (2002; mit Craig Dirgo)
- Built for Adventure (2011)
- Built to Thrill (2016)